# Louis-Marie Ling Mangkhanekhoun
Louis-Marie Ling Mangkhanekhoun (8 de abril de 1944, Bonha-Louang) es un cardenal y obispo católico de Laos. Pertenece a la etnia Khum.

## Biografía

### Sacerdocio
Monseñor Ling fue ordenado sacerdote en 1972. Más tarde ocupó el papel de vicario general de Vientián. 

### Episcopado
El 30 de octubre de 2001 fue nombrado vicario apostólico de Pakse, en sustitución de Monseñor Thomas Khamphan, y obispo titular de Aquæ novæ in Proconsulari. El vicegobernador civil de la provincia de Champassak asistió a la consagración, afirmando que los católicos debían colaborar con el crecimiento del país. Un hecho muy significativo tras décadas de persecución religiosa. Además era la primera vez que un obispo era consagrado en Pakse desde la erección del vicariato apostólico en 1967.
En el momento de su consagración episcopal, el modesto vicariato asistía a 11 362 católicos (de 900 000 habitantes), principalmente de etnias minoritarias. Para ello contaban con 2 sacerdotes, 19 religiosas y varios laicos catequistas.
Desde 2009 a 2014, Monseñor Ling ocupó el cargo de presidente de la Conferencia Episcopal de Laos y Camboya. Más tarde, en febrero de 2017, fue nombrado administrador apostólico de Vientián, ya que el vicario apostólico, Monseñor Jean Khamsé Vithavong, OMI, había renunciado por edad.

### Cardenalato
El 21 de mayo de 2017, al acabar el rezo del Regina Caeli en la Plaza del Vaticano, el papa Francisco anunció su creación como cardenal en un consistorio que tendría lugar el 28 de junio. De esta manera, se convirtió en el primer cardenal de la Iglesia romana nacido en Laos.
El 8 de agosto de 2017 fue nombrado miembro de la Congregación para la Evangelización de los Pueblos.
El 23 de diciembre de 2017 fue nombrado miembro del Dicasterio para el Servicio del Desarrollo Humano Integral.
El 19 de mayo de 2020 fue confirmado como miembro del Pontificio Consejo para el Diálogo Interreligioso usque ad octogesimum annum.
El 21 de febrero de 2023 fue confirmado como miembro de la Sección para la primera Evangelización y las nuevas Iglesias particulares del Dicasterio para la Evangelización,  usque ad octogesimum annum aetatis.